# 千葉県道141号五井町田線
千葉県道141号五井町田線（ちばけんどう141ごう ごいまちだせん）は、千葉県市原市を走る一般県道。

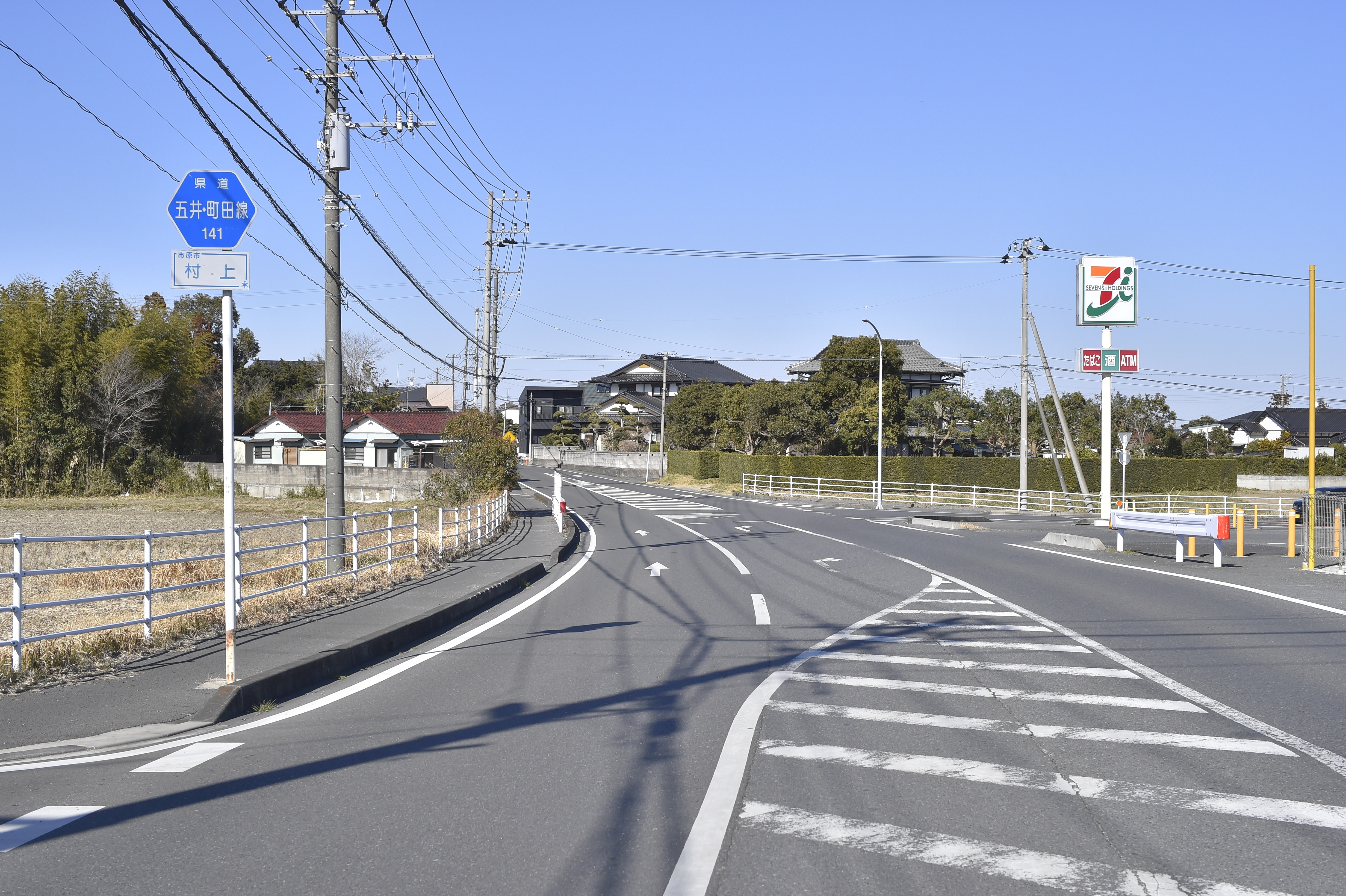
千葉県道141号五井町田線
市原市村上（2023年2月）

## 路線データ
- 起点：市原市村上（国道297号市原バイパス交点＝村上交差点）
- 終点：市原市柳原（千葉県道139号茂原五井線交点＝柳原交差点）
- 総延長：*.* km（市原土木事務所管内：*.* km）
- 重用延長：*.* km（市原土木事務所管内：*.* km）
- 実延長：1.663 km（市原土木事務所管内：1.663 km[1]）

## 路線状況

### 道路施設
- 柳原橋（養老川、市原市柳原）

## 地理

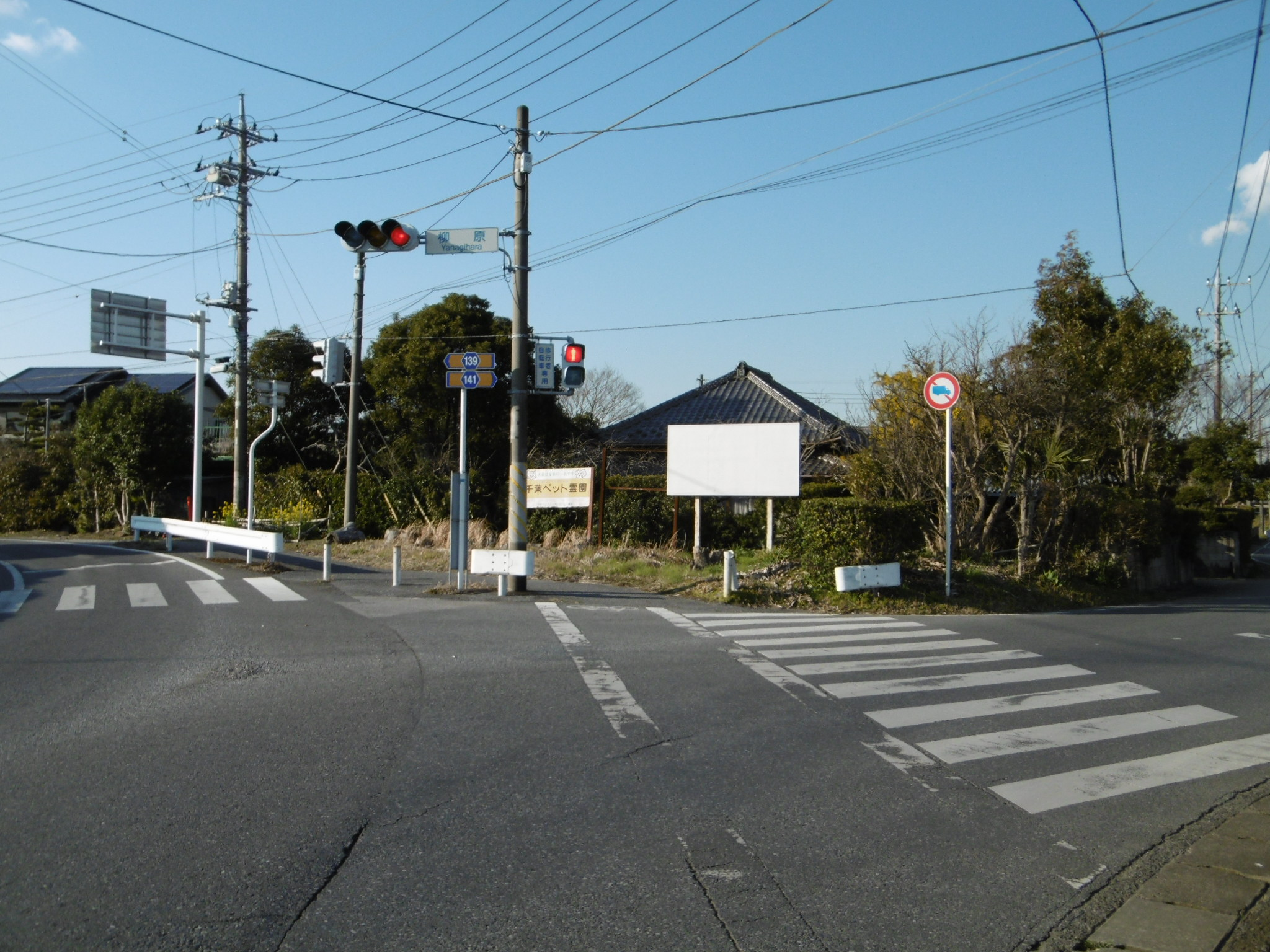
千葉県道141号(右)の終点付近。左は千葉県道139号。(2016年3月)

### 通過する自治体
- 千葉県
  - 市原市

### 交差する道路
- 千葉県道140号五井山倉線（起点）
- 国道297号（村上）
- 千葉県道139号茂原五井線（終点）